# Eljero Elia
Eljero Elia (wym. [ˈɛldʒəroː ˈeːlijaː]; ur. 13 lutego 1987 w Voorburgu) – holenderski piłkarz występujący na pozycji pomocnika. Reprezentant Holandii.

## Kariera klubowa
Jest prawonożny. Elia jako junior grał w klubach SV Voorburg, Vorum Sport, TONEGIDO, ADO Den Haag, AFC Ajax oraz ponownie ADO Den Haag, do którego trafił w 2002 roku. W styczniu 2005 został włączony do jego pierwszej drużyny, występującej w Eredivisie. W tych rozgrywkach zadebiutował 23 stycznia 2005 w przegranym 0:3 meczu z FC Groningen. 8 maja 2005 w wygranym 2:1 spotkaniu z AZ Alkmaar strzelił pierwszego gola w trakcie gry w Eredivisie. W sezonie 2004/2005 rozegrał cztery ligowe spotkania i zdobył jedną bramkę. Od początku następnego sezonu Elia stał się podstawowym graczem ADO. W sezonie 2006/2007 zajął z nim 18. miejsce w lidze i spadł z nim do Eerste Divisie. Wówczas odszedł z ADO.
Za 200 tysięcy euro trafił do klubu Eredivisie – FC Twente. Pierwszy ligowy mecz zaliczył tam 26 sierpnia 2007 przeciwko FC Utrecht (2:2). W sezonie 2007/2008 zagrał tam 30 ligowych meczach i zdobył w nich 2 bramki, a jego klub zajął 4. miejsce w klasyfikacji końcowej Eredivisie. W sezonie 2008/2009 Elia grał z klubem w Pucharze UEFA, który Twente zakończyło na 1/16 finału, po porażce w dwumeczu z Olympique Marsylia. Natomiast w Eredivisie Elia rozegrał 34 spotkania i zdobył 9 bramek, a także wywalczył z Twente wicemistrzostwo Holandii.
W lipcu 2009 za 9 milionów euro został sprzedany do niemieckiego Hamburgera SV.
Pod koniec letniego okna transferowego, w sierpniu 2011 podpisał kontrakt z Juventusem. Włoski klub zapłacił za niego 9 milionów euro. W 2012 roku w okienku letnim przeszedł do Werderu Brema. Za 6 milionów euro.
W styczniu 2015 roku został wypożyczony do Southampton. W nowej drużynie zadebiutował 11 stycznia wychodząc w podstawowym składzie przeciwko Manchesterowi United. W sierpniu 2015 został zawodnikiem Feyenoordu, a w 2017 odszedł do tureckiego klubu İstanbul Başakşehir.

## Kariera reprezentacyjna
Elia jest młodzieżowym reprezentantem Holandii. Grał w kadrze U-17, U-18, U-19, U-20, a obecnie występuje w U-21. Powoływany był także do reprezentacji Holandii B. 29 lipca 2009 znalazł się w ogłoszonej przez Berta van Marwijka kadrze na towarzyski mecz z Anglią. W drużynie narodowej zadebiutował ostatecznie 5 września w wygranym 3:0 towarzyskim spotkaniu z Japonią, w którym zanotował 2 asysty. 9 września strzelił bramkę w zwycięskim 1:0 pojedynku ze Szkocją.